# Подлески (Ровненская область)
Подлески (укр. Підліски) — село в Бабинской сельской общине Ровненского района Ровненской области Украины.
До 2020 года входило в Гощанский район.
Население по переписи 2001 года составляло 280 человек. Почтовый индекс — 35431. Телефонный код — 3650.